# ستيفان برنهارد
ستيفان برنهارد (بالإنجليزية: Stefan Bernhard)‏ هو كيميائي أمريكي، ولد في 2 يونيو 1966 في برن في سويسرا.